# Сад слів
Сад слів (яп. 言の葉の庭 Kotonoha no Niwa, англ. The Garden of Words) — повнометражний анімаційний фільм, створений студією CoMix Wave Films, режисером та сценаристом якого є Макото Шінкай. Прем'єра фільму відбулася на фестивалі «Золотий берег» 28 квітня в Австралії. Прокат фільму в кінотеатрах розпочався в Японії, 31 травня 2013 року. На честь цієї події на каналі NTV під час трансляції попередньої роботи Шінкая — «За хмарами» — показали п'ятихвилинний трейлер нового фільму.

## Сюжет
Такао вчиться на взуттєвого майстра, через що не втрачає можливості пропустити школу в дощові дні. Коли йде дощ, Такао зупиняється в саду японського стилю і малює там ескізи взуття. Одного разу під час дощу він зустрічає в саду загадкову жінку — Юкіно, яка виглядає старшою за нього. Юкіна і Такао не раз після цього зустрічалися в саду і розмовляли на різноманітні теми, але лише в дощові дні. Незабаром вони стають більше, ніж просто знайомими, але сезон дощів скоро має закінчитися.

## Персонажі

### Основні
- Такао Акідзукі — головний герой історії.

Сейю: Мію Іріно
- Юкарі Юкіно — головна героїня фільму.

Сейю: Кана Ханадзава

### Другорядні
- Мацумото

Сейю: Сугуру Іноуе
- мати Такао

Сейю: Фумі Хірано
- дівчина брата Такао

Сейю: Юка Терасакі
- Айдзава

Сейю: Мікако Камацу
- старший брат Такао

Сейю: Такесі Маеда
- Сато

Сейю: Мегумі Хан

## Саундтрек
Музику до аніме написав талановитий композитор Дайсуке Касіва, який поєднує у своїй музиці нео-класику та ембієнт.
Пісні у проєкті виконують Норіюкі Макіхара і Мотохіро Хата.
Саундтрек:
1. A Rainy Morning ~Main Title~
2. Greenery Rain
3. Rain Of Recollection
4. While Hearing Sound Of Rain
5. A Silent Summer
6. The Afternoon Of Rainy day
7. A Rainy Morning ~Епілог~

## Розробка фільму
Задні фони, які можна побачити в фільмі базуються переважно на фотографіях, зроблених в парку Shinjuku Gyoen.